# Kassum Leigh
Alhaji Kassum Leigh (* 1948; † 4. Januar 2014 in Banjul) war Seyfo (auch die engl. Bezeichnung Chief ist geläufig) für den gambischen Distrikt Sami.

## Leben und Wirken
Leigh wurde am 22. April 2008 als Seyfo ernannt, er trat die Nachfolge nach der Entlassung von Morro Jawla an. Politisch stand er der regierenden Partei der Alliance for Patriotic Reorientation and Construction (APRC) nahe.
Er starb 65-jährig im Januar 2014 nach kurzer Erkrankung im Edward Francis Small Teaching Hospital in Banjul. Bestattet wurde er in seinem Heimatort Sami Pachonki.